# Dorothy und der Zauberer von Oz
Dorothy und der Zauberer von Oz (org. Dorothy and the Wizard of Oz) ist eine Animationsserie, die seit 2017 in den USA produziert wird. Die Serie umfasst aktuell 46 Episoden in 2 Staffeln.

## Handlung
Nachdem die Hexe in einer Zauberkugel gefangen wurde, hat sich Königin Ozma bei Dorothy bedankt und ihr rote Schuhe gegeben, mit denen sie in das Land Oz reisen kann. Die Nichte der Hexe, Vilhelmina, tut alles, um die roten Schuhe zu kriegen, denn nur mit denen kann sie die Hexe aus der Kristallkugel befreien. In der zweiten Staffel schafft sie es tatsächlich und befreit die Hexe. Die Hexe plant eine Rache, doch dann taucht der Zauberer von Oz auf, und verhindert es.

## Produktion und Ausstrahlung
Die Serie wird seit 2017 produziert. Die US-Erstausstrahlung fand in den USA am 26. Juni 2017 auf Boomerang statt. In Deutschland fand sie am 16. Oktober 2017 auf der deutschen Version des Senders statt.

## Staffelübersicht
| Nr. | Episoden | Erstausstrahlung DE | Erstausstrahlung DE | Erstausstrahlung USA | Erstausstrahlung USA |
| Nr. | Episoden | Premiere            | Finale              | Premiere             | Finale               |
| --- | -------- | ------------------- | ------------------- | -------------------- | -------------------- |
| 1   | 20       | 16. Oktober 2017    | 12. Mai 2018        | 26. Juni 2017        | 12. April 2018       |
| 2   | 26+      | 8. Oktober 2018     |                     | 24. Mai 2018         |                      |

## Synchronisation
|                   | Originalsprecher | deutsche Stimme    |
| ----------------- | ---------------- | ------------------ |
| Dorothy Gale      | Kari Wahlgren    | Magdalena Turba    |
| Toto              |                  | Constantin Lücke   |
| Vogelscheuche     | Bill Fagerbakke  | Kim Hasper         |
| Blechmann         | JP Karliak       | Bernhard Völger    |
| Löwe              | Jess Harnell     | Bernd Vollbrecht   |
| Patchwork Mädchen | Jessica DiCicco  | Lisa May-Mitsching |
| Ozma              | Kari Wahlgren    | Cathlen Gawlich    |
| Vilhelmina        | Jessica DiCicco  | Laura Elßel        |
| Glinda            | Grey Griffin     |                    |
| Hexe des Westens  | Laraine Newman   |                    |